# Joaquín Gómez de la Cortina
Joaquín Gómez de la Cortina (Ciudad de México, 6 de septiembre de 1805 - Madrid, 19 de junio de 1868), I marqués de Morante, fue senador vitalicio (1861-1868), catedrático de la Universidad de Alcalá y uno de los fundadores de la Universidad Central de Madrid.

## Biografía
Hijo de Vicente Gómez de la Cortina y Salceda y María Ana Gómez de la Cortina, segunda condesa de la Cortina. Como sus hermanos, viajó a Madrid a los 15 años de edad para realizar sus estudios en el Colegio de San Antonio de Abad. Continuó estudios en la Universidad de Alcalá. 
El que por dos veces gobernó la Universidad de Madrid (1841-42 y 1851-54) fue un hombre de cultura, humanista y bibliófilo. Su figura tiene un rasgo que no podemos olvidar: perteneció a la generación de catedráticos que se formaron en Alcalá y ejercieron su magisterio en Madrid, fueron por lo tanto puentes entre las dos sedes académicas, entre la universidad del antiguo régimen y la universidad liberal. Un hito notable suyo lo constituyen los dos reglamentos de régimen interior que impulsó. Se trata de un hecho excepcional que tiene en el marqués de Morante un protagonista absoluto. La importancia de estos reglamentos (uno de 1842 y otro de 1853) radica en que a través de ellos podemos vislumbrar el cambio general de las prácticas y las concepciones desde Alcalá hasta Madrid, en apenas diez años que media entre ellos.
En 1841 fue diputado por la Diputación de Madrid durante 21 días, elegido por el partido judicial de Alcalá de Henares. Fue Caballero de Santiago y obtuvo la Gran Cruz de Isabel la Católica.